# 2017—2018年朝鲜危机
在2017年，朝鲜民主主义人民共和国进行了一系列导弹试射和核试验，表明该国发射弹道导弹的能力已经超出其邻近区域，证明之前美国情报机构对朝鲜核武开发速度严重低估。加上美国和韩国在2017年8月的定期联合军演，以及美国对朝鲜屡屡发出的威胁，加剧了这个地区的紧张局势。
2018年新年伊始，紧张戏剧性缓和，朝鲜宣布恢复板门店热线，同意和韩国就参与2018年平昌冬奥会展开会谈。随后几个月，各方外交活动频繁，金正恩和唐纳德·特朗普于6月12日在新加坡会面、朝鲜中止核及导弹试验、朝韩领导人于2018年4月27日签署《板门店宣言》的朝韩首脑会晤等消息陆续公布。然而到了5月，局面再度扭转，由于美韩继续联合军演，朝鲜扬言退出会谈，直接威胁到了美朝峰会的如期举行。5月24日，美国国家安全顾问约翰·博尔顿和副总统迈克·彭斯提出采用“利比亚模式”推动朝鲜无核化进程的完成，遭到朝鲜的抵触，特朗普遂致函金正恩宣布会议取消。特朗普接受采访时提到，国家“非常愤怒，受到了公开的敌意”，他认为现在举行峰会不合适，希望日后能和金正恩会谈。5月25日，情况再次逆转，特朗普向金正恩传递了友好信息，表示无论如何都会举行会议。一个星期后，特朗普宣布会议如期举行。

## 背景

### 朝鲜核计划

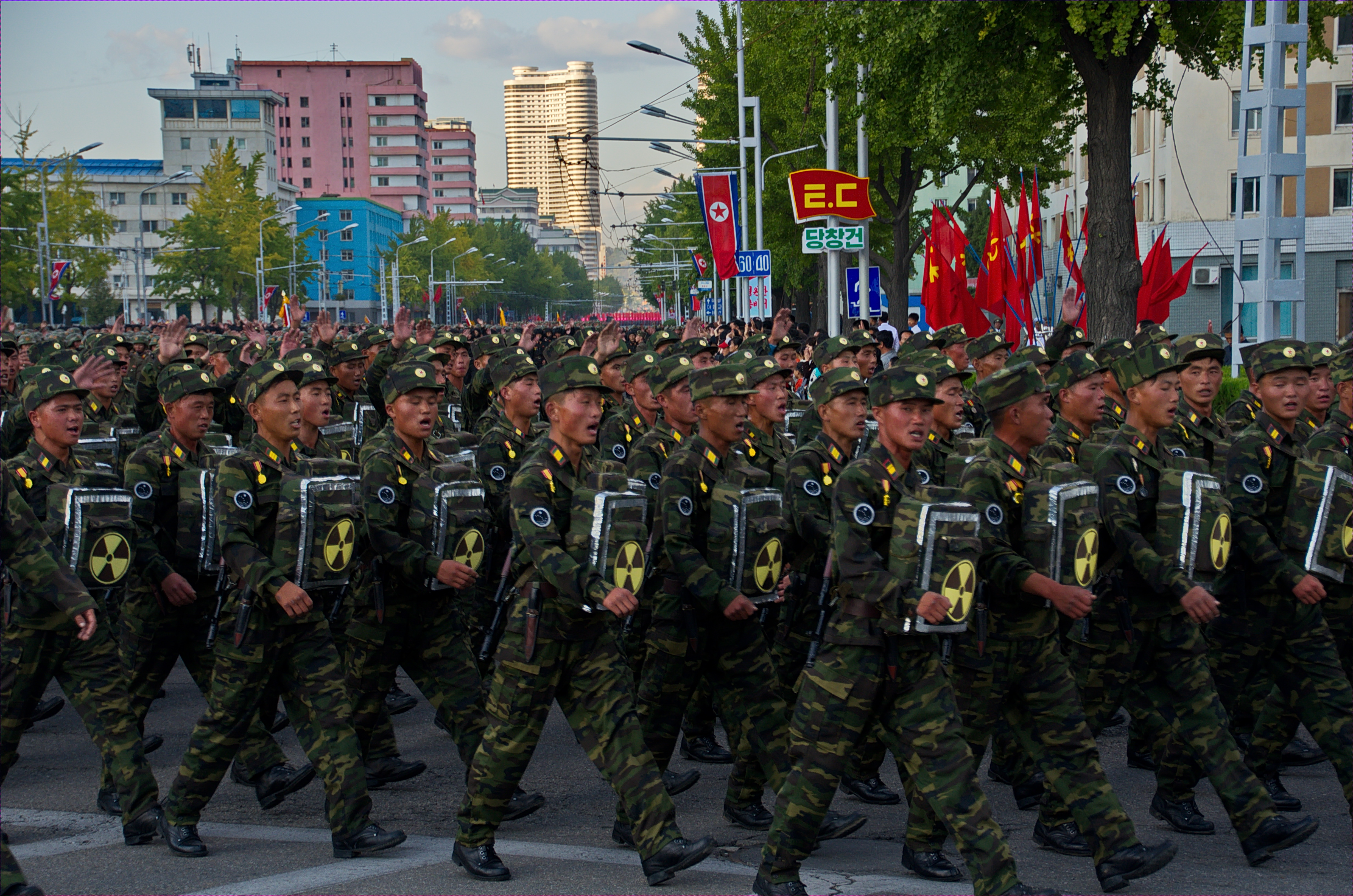
朝鲜街头的阅兵

2017年1月2日，朝鲜最高领导人金正恩发表新年贺词，表示洲际弹道导弹试射准备工作到了“最后阶段”。
5月3日，朝鲜少有地以言辞粗暴谴责主要盟友中国，表示“中国必须清醒认识到朝鲜为国家的生存和发展获得核武器的途径既不能改变，也不能动摇”，“朝鲜永远不会让和生命一样宝贵的核计划冒上风险，乞求维持和中国的友谊”，“中国最好考虑下切断中朝关系支柱的鲁莽行为会意味着这样的严重后果”。这番激烈的言辞还谴责中国官媒被美国带节奏。
2017年8月初，《华盛顿邮报》报道美国国防情报局于7月作出评估，表示朝鲜成功研发可以到达美国大陆的导弹核弹头（一种可装入导弹内的小型化核弹头）。

### 联合国制裁及与中国的贸易
自朝鲜2006年首次核试验，联合国安理会通过大量决议对朝鲜实施各种制裁，包括限制经贸活动。尽管如此，朝鲜的国内生产总值在2016年依然增长了3.9%左右，即285亿美元，是17年来最快的增长，这很大程度上归功于和中国持续不断的贸易，其中中国占据朝鲜国际贸易90%。
2017年2月12日试验北极星二型中程弹道导弹后，中国将对朝贸易和对美国假定的导弹威胁视为单独的问题，表示将遵守联合国联合国安理会第2321号决议，停止从朝鲜进口所有煤炭（朝鲜主要出口产品）。然而，中国于2017年4月表示对朝贸易已经扩大。2017年7月，煤炭禁令实施的同时，对朝进口贸易据称有所放缓，但价值4.56亿美元，高于2016年7月的4.26亿美元，年初至今贸易额上涨了10.2%，即30.1亿美元。
2017年，朝鲜多次遭到联合国安理会制裁。最近一次是在2017年12月22日。决议禁止向朝鲜供应石油，各国须在24个月内将朝鲜劳工移民驱逐出境。中国一直反对对与朝鲜有业务往来的中国企业实行二次制裁。

### 拘禁美国公民
美国学生奥托·瓦姆比尔于2017年6月获释，他在朝鲜遭到将近18个月的拘禁时处于昏迷状态。瓦姆比尔回到美国六天，于2017年6月19日休克死亡。美国部分官员谴责朝鲜要为他的死负责。2017年7月，美国国务卿雷克斯·蒂勒森执行“外游禁令”，禁止美国人前往朝鲜。

### 韩国部署萨德系统
为对抗朝鲜导弹威胁，驻韩美军计划在韩国部署能侦测远程和中程弹道导弹（非洲际弹道导弹）的末端高空区域防御（萨德）系统。此举遭到中国、俄罗斯和朝鲜强烈反对。2017年4月底，据报萨德系统原定于2017年底启用的计划被推迟。驻韩美军声明驻扎在韩国的萨德系统于2017年5月1日已达到初始作战能力。

## 时间轴

### 卡尔文森号的举动

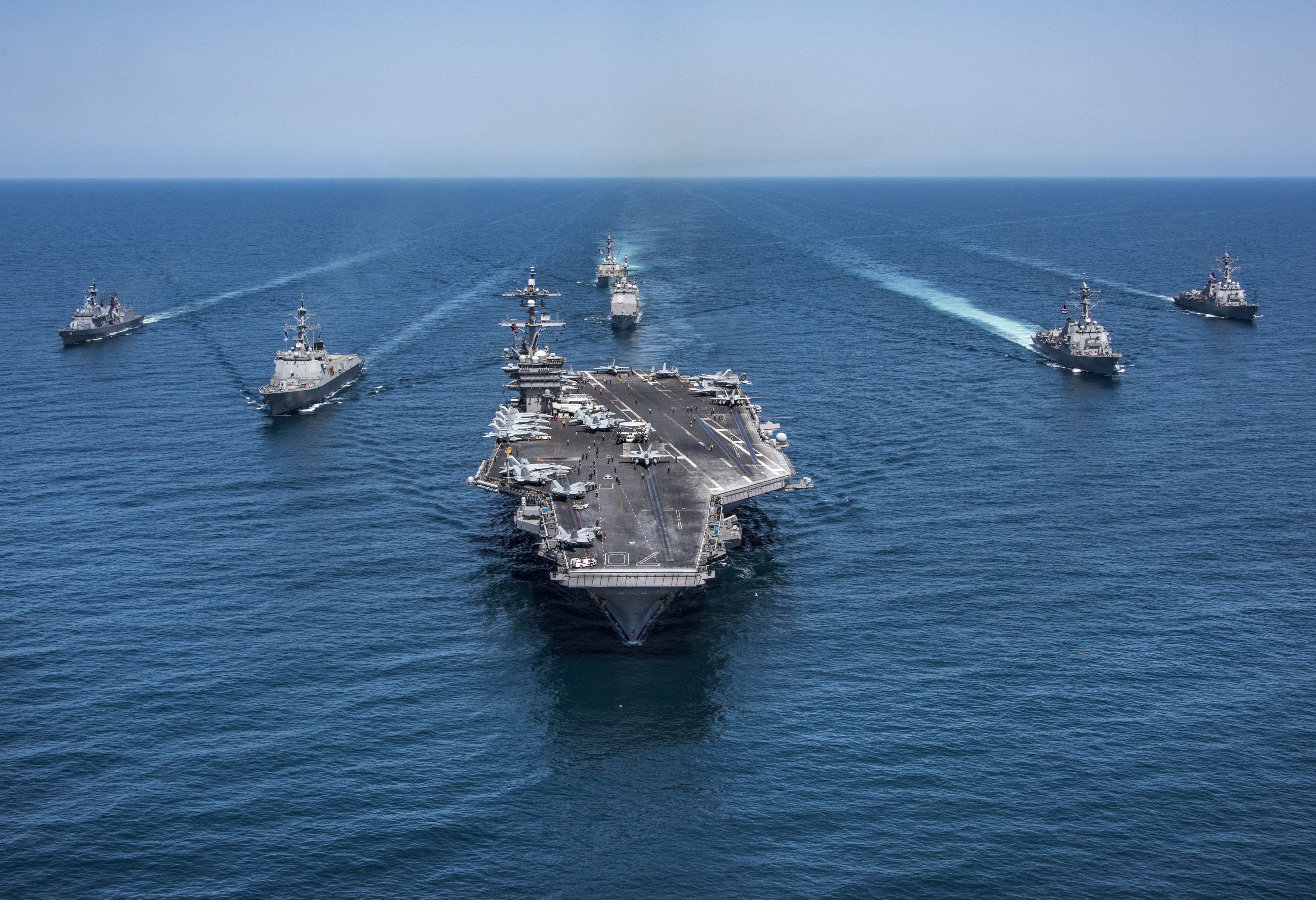
卡尔·文森号航空母舰1号航母打击群和韩国海军驱逐舰联合训练，摄于2017年5月3日。

为回应汗谢洪化学武器袭击，沙伊拉特打击行动启动，看到叙利亚遭到打击的朝鲜非常紧张，认为有必要发展核武器。4月5日在新浦市东部港口将中程弹道导弹射入日本海一个月后，朝鲜又向日本海发射发射四枚弹道导弹，美国总统唐纳德·特朗普大为紧张，表示美国准备单独采取行动应对朝鲜核威胁。4月9日，美国海军宣布向西太平洋派遣由超级航空母舰卡尔·文森率领的航母打击群，航母群于4月8日离开新加坡后，向北航海，向位于西太平洋的台站报告。但由于美国政府内部缺乏沟通，海军的航向明显朝着朝鲜报道。几天后，美国政府撤回了这一消息。
海军4月8日的公告引起了一系列摩擦。4月17日，朝鲜驻联合国副大使谴责美国把朝鲜半岛变成“世界上最大的热点”，朝鲜政府表示“如果朝鲜军队遭袭，便准备向美国开战”。实际上，4月18日卡尔·文森号及其陪同船只在距朝鲜半岛3500英里的地方，参与在印度洋举行的澳大利亚皇家海军联合演习。4月24日，日本驱逐舰足柄号和村雨号与美国的卡尔·文森号共同参加在菲律宾附近海域举行的战术训练演习。朝鲜威胁要一次打击击沉卡尔·文森号。卡尔·文森曾于2015年和2017年2月两次到南海进行例行巡逻。2017年4月下旬，特朗普表示“这可能是我们（美国）最终和朝鲜发生重大冲突的一次机会”。
4月24日，朝鲜在元山举行“有史以来最大规模的军事演习”，庆祝朝鲜人民军成立85周年。翌日，据报道美国和韩国开始在星州郡安装萨德导弹防御系统关键部件。

### 洲际弹道导弹试射

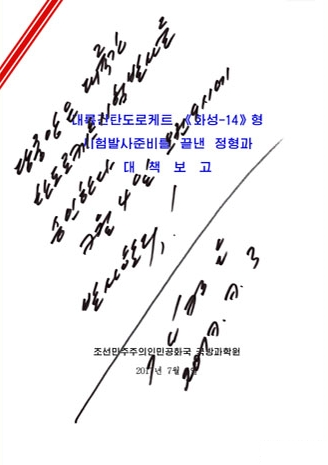
金正恩签署的火星14弹道导弹首次试射的命令。

7月4日，恰逢美国独立日朝鲜首次对外宣布火星14洲际弹道导弹试射。该枚导弹飞行了39分钟，据称进入了日本海以东（朝鲜东部海域）933公里海域，高度达2802公里。美国政府专家认为，发射导弹是平壤谋求取得能击中美国的全面核武器的重要一步。朝鲜宣称如今“已拥有强大的洲际弹道导弹火箭，能击中世界上任何一个国家。”
驻韩美军在当天的声明中表示：“美国第八集团军和韩国军事人员于7月4日举行了反对朝鲜破坏稳定及非法行动资产打击综合活动。”韩国玄武2B导弹和美军陆军战术导弹系统在演习期间发射。

### 美朝言语交锋
2017年8月8日，大众媒体报告美国情报评估发现朝鲜成功生产能装在导弹内部的小型化核弹头。总统特朗普警告称，朝鲜的核威胁会“遭遇烈火、愤怒和直率的力量，这是世界以前没有见过的”。他还表示金正恩的威胁“已经不是一般水平了”。几小时内，朝鲜宣布正考虑攻击美军在关岛的军事基地。
8月10日，朝鲜中将金乐兼回应特朗普的“火与怒”演讲，表示他的话“胡说八道”，断言不可能和特朗普当总统的美国展开“特别对话”。朝鲜政府通讯社朝鲜中央通讯社报道，金正恩的军队正计划向距离关岛30到40公里处的菲律宾海发射四枚火星12洲际弹道导弹。导弹飞行时间大约是17分45秒。朝中社报道表示，计划将于8月中旬实施。美国官员表示美国朝鲜政策特使尹汝尚（或譯尹茹祥）和朝鲜驻联合国特派团高级外交官朴松日在这场争议中经常透过他们所谓的“纽约频道”沟通。
8月11日，特朗普在Twitter写道：“如果朝鲜冲动行事，军事解决方案已经全部到位，蓄势待发。希望金正恩找到另一条路子！”前美国常驻联合国代表约翰·博尔顿和美国前国防部长莱昂·帕内塔表示，美国和朝鲜在平壤核武计划上的对峙类似于古巴导弹危机。
8月14日，乌克兰国家安全与国防委员会主席亚历山大·图奇诺夫否认向朝鲜提供国防技术，回应《纽约时报》称朝鲜可能从乌克兰南方机械厂购买火箭引擎的报道，南方机械厂也否认了指控。
8月15日，朝鲜领导人表示推迟向美国太平洋领土关岛发射导弹的计划，等待特朗普的动作。
8月21日到31日，美国和韩国举行、驻韩美军买账的2017年乙支自由卫士演习规模相比上一年要小，美军有17500人参加。朝鲜官方媒体《劳动新闻》发表社论，谴责演习是“对我们敌意最明确表现”。
8月25日，朝鲜从南部的江原道发射三枚导弹。美国太平洋司令部司令戴夫·贝汉姆（Dave Benham）表示，其中一枚导弹在发射时爆炸，另外两枚在飞行途中遭遇严重故障，在日本海飞行了250公里后解体。
8月29日，日本北海道上空有朝鲜导弹飞越。导弹飞行高度550公里，共飞行了约2700公里，之后坠入太平洋。日本军方没有射下导弹。这是朝鲜导弹第三度飞越日本领土，此前两次是在1998年和2009年。然而，前两次中，朝鲜声称他们在发射卫星。导弹促使日本全国瞬时警报系统在东北地方和北海道启动，建议人们寻求庇护。发射当天时值《日韩合并条约》执行107周年，朝鲜中央通讯社表示这是使“心狠手辣的日本岛民在8月29日血流不止的大胆计划”。据说此次导弹比当年早期导弹的轨迹要平坦得多。
当天晚些时候，联合国安理会召开紧急会议讨论事件。特朗普在白宫发表声明会议称“所有手段都摆在桌上”。
8月30日，特朗普透过Twitter发表声明：“美国一直在和朝鲜谈判，给他们保护费，25年来。谈判不是答案！”然而，在被记者问到和韩国国防部长宋永武会谈时有没有考虑到外交手段时，美国国防部长詹姆斯·马蒂斯表示“我们永远不会放弃外交解决方案”，“一直在追求更多，永远不会自满”。
8月31日，包括两架装载核武器的B-1和四架F-35在内的美国轰炸机中队执行轰炸演练，美国太平洋司令部表示这是“对朝鲜发射程弹道导弹的直接回应”，直指8月29日朝鲜发射导弹。

### 第六次核试验
协调世界时9月3日凌晨3点31分，美國地質調查局报告在朝鲜豐溪里核試驗場附近侦测到矩震級6.3级地震。由于地震的深度较浅，且震源接近朝鲜的主要核武器试验设施，专家得出结论，朝鲜进行了自2006年首次试爆核设备以来的第六次核试验。朝鲜声称他们试爆了一枚能够挂在于洲际弹道导弹上的氢弹。独立地震监测机构挪威地震台阵估计爆炸当量约为120万吨。9月3日，朝鲜中央通讯社发表官方声明，亦宣称朝鲜有能力发动一场“威力强大的核电磁脉冲袭击”。
当天，美国国防部长詹姆斯·马蒂斯代表白宫警告会针对朝鲜任何针对美国，包括关岛或其他盟友的威胁有“一场大型军事应对”。
9月4日，玄武弹道导弹和F-15K战斗机参与了韩国针对朝鲜试爆的弹道导弹演习。国营媒体韓國聯合通訊社表示韩国军方进行了一场模拟攻击朝鲜核地点的实弹演习，击中“日本海指定目标。”
同日，联合国安理会召集会议，讨论进一步采取措施对付朝鲜。由美国准备的联合国安理会决议草案遭泄露，要求对朝鲜实行石油禁运，禁止该国出口纺织品，禁止在海外雇用北韩工人，同时私底下制裁金正恩。尽管中国和俄罗斯反对，美国还是在9月8日正式要求联合国安理会就美国的决议进行表决 。9月11日，美国要求大大削弱的联合国安全理事会第2375号决议通过。
9月4日，中国驻联合国代表刘结一在采访中呼吁谈话，表示需要“和平”解决问题。他说：“中国绝不会允许半岛发生动乱和战争。”
弗拉基米尔·弗拉基米罗维奇·普京总统9月5日告诉中国媒体，表示美国提倡进一步制裁“毫无用处”，表示“在这种情况下加剧军事歇斯底里没有，这是一条死路。”外交部长谢尔盖·维克托罗维奇·拉夫罗夫形容特朗普和金正恩的嘴仗如同两位孩子在幼儿园打架，表示“我们将和中国一道继续寻求理性道路，不是像幼儿园的孩子一样情绪化，开始打架，没人阻止他们。”
中国和俄罗斯计划提出联合冻结朝鲜的导弹试验及美韩联合军演，之后开始谈判。俄罗斯和中国的联合倡议设想了有关各方的“四不”的承诺：不涉及38以北的政权更替、政权瓦解、加速统一和军事部署。
9月6日，特朗普和习近平电话会谈或，表示美国不能忍受朝鲜的挑衅，虽然军事行动不是他的“首选”。
9月10日，北大西洋公约组织北大西洋公约组织总秘书长接受延斯·斯托尔滕贝格英国广播公司电视采访，表示“北韩的鲁莽行为是全球性的威胁，需要全球回应，当然也包括北约”，当被问到对美国太平洋领土关岛的袭击会不会触发北约第5条时，他表示：“我不会推测第5条在这样的情形下会不会使用。”

#### 9月15日朝鲜导弹飞越日本
9月14日，朝鲜威胁要“击沉”日本，让美国“灰飞烟灭”。菅义伟强烈谴责声明“极具挑衅性和极端”。翌日，平壤发射的洲际弹道导弹飞越北海道后，于当地时间上午7点16分飞行落入距襟裳岬2000公里的西太平洋。
导弹行程为3700公里，飞行19分钟中的最高点为770公里，是迄今为止，朝鲜飞越日本上空最大的弹道导弹。9月18日，朝鲜宣布进一步制裁只会加速他们的核计划。

#### 中美同意施压
9月18日，特朗普和中国领导人习近平探讨了朝鲜继续进行的核武器和弹道导弹试验，承诺致力于以联合国安理会有关朝鲜的决议“对朝鲜施加最大限度的压力”，朝鲜表示制裁会将加速其核计划。”

#### 特朗普在联合国大会上演讲

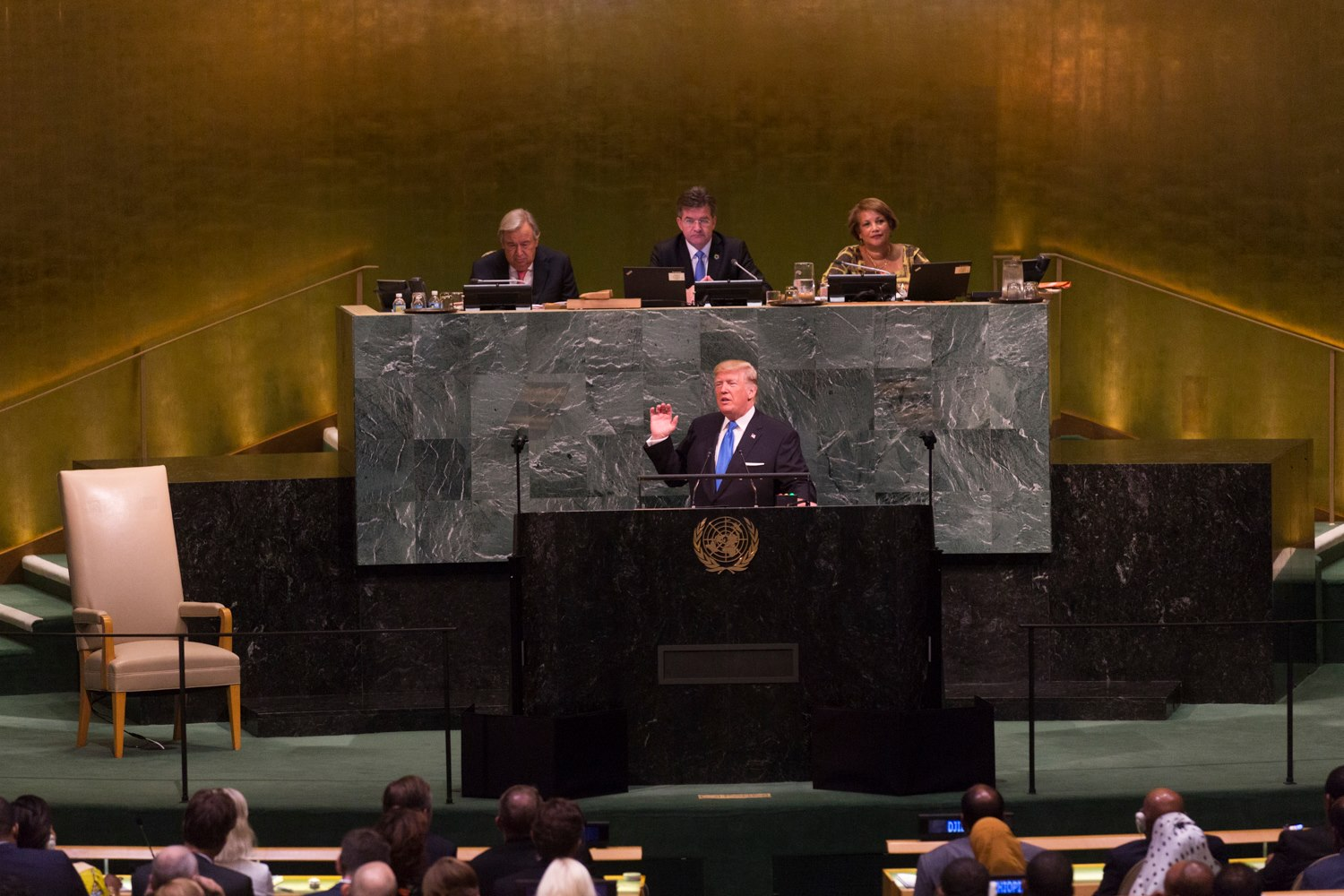
美国总统特朗普在第72届联合国大会上演讲。

9月19日，特朗普首次在联合国大会上演讲，他提到：“如果被迫捍卫（美国）本身和它的盟友，我们别无选择，唯有完全摧毁朝鲜。火箭人（金正恩）正在为他自己和他的政权执行一次自杀任务。美国准备好了，愿意且能够，但希望这是不必要的。”此外，特朗普不点名批评中国继续保持和朝鲜的关系，表示“愤慨的是，有些国家不仅和这样的政权贸易，而且在武装、供应和财政上支持一个用核冲突危害世界的国家。”
9月20日，特朗普签署行政命令加紧制裁朝鲜，美国财政部因此获授权针对和朝鲜有业务往来的企业和金融机构。财政部长史蒂芬·梅努欽提到这个行政命令时表示：“外国金融机构如今已经注意到，他们可以选择和美国或朝鲜做生意，但不可以两个都做。”
9月21日，金正恩首次回应特朗普的威胁，以朝鲜民主主义人民共和国国务委员会委员长的身份称特朗普是“精神错乱的美国老糊涂”，扬言要用“历史上最高级别的强硬对策”（除了訴諸人身的侮辱，美国的“敌对政策”没有被提到，否则就是朝鲜的主要表述）。朝鲜外务省外务相李容浩同样暗示特朗普是一只乱吠的狗，进一步表示朝鲜可能考虑在太平洋进行最大的氢弹试验，这将是1980年以来全球首次进行大气层核试验（上次由中国进行）。
9月25日，朝鲜外务省外务相李英浩谴责特朗普在他的国家宣战，指特朗普最近的推文称朝鲜“活不久了”。白宫澄清美国没有宣战。
9月30日，雷克斯·蒂勒森访问中国时，美国和朝鲜“直接联络”：“我们和平壤有了沟通，我们没有处在黑暗境地”，进一步声称美国正“试探”直接对话的可能性。“所以敬请关注”。美联社表示长期使用的备用渠道“纽约频道”已经在过去几个月重开，促进华盛顿和平壤之间的沟通。然而翌日，特朗普在Twitter连续发帖，似乎破坏蒂勒森的努力，声称蒂勒森“浪费自己的时间”试图与北韩谈判，“我们会做必须要做的事”。
前CIA主管约翰·O·布伦南在10月18日福坦莫大学的问答环节上表示：“我认为朝鲜半岛军事冲突的前景比过去几十年更为严重......我认为这不太可能，但如果有四分之一或五分之一的机会，那也太高了。”
2017年11月20日，特朗普正式宣布再度把朝鲜列为支持恐怖主义的国家。

#### 关于韩国和日本的核武器的争论
韩国和日本都出现了关于核选择的争论，担心美国会在保护这两个国家时犹豫不决，从而挑起朝鲜向美国主要城市发射导弹。民意调查显示，60%的韩国民众倾向于建造核武器，近70%的民众希望美国重新引入1991年撤出的战术核武器。10月，韩国反对派领导人洪準杓表示，“只要在韩国领土上部署战术核武器，我们才能在平等的地位上和朝鲜协商。”共和党参议员約翰·麥凱恩敦促政府考虑向朝鲜部署核武器。前国务卿亨利·基辛格提到：“如果朝鲜继续持有核武器，核武器必须分散到亚洲其余国家。”

### 违反停战协定
11月13日，朝鲜士兵未能成功阻止脫北者吳青成跨越共同警备区边境。联合国军表示朝鲜士兵违反停战协定，在朝韩非军事区开了40多枪，期间一名士兵直接跨过了军事分界线。

### 再度试射导弹
11月28日，朝鲜时隔两个月再度发射弹道导弹。照片表示，火星15号的两枚捆绑在第一阶段的两枚火星14号引擎，三名独立分析师塔尔·因巴尔、金东玉和张永康表示同意。导弹飞行高度据称达到2800英里，飞行距离600英里，分解成三块落入日本海专属经济区。五角大楼初步评估表示，这是洲际弹道导弹的高度。韩国和日本防务部门也认为发射的可能是洲际弹道导弹，而且在高空飞行。日本防务大臣小野寺五典补充道，导弹至少分成三部分，才撞入专属经济区内的水域，表明再入飞行器未能幸存，重返地球大气层。
火星15号从更大的9车轴，而非从中国购买的8车轴发射车发射。迄今发射的三枚洲际弹道导弹都是从不同的地点发射的 。
在不久后的新闻发布会上，特朗普就事件表示会处理朝鲜的洲际导弹发射。

### 中国严阵以待
2017年9月4日，BBC分析师乔纳森·马库斯（Jonathan Marcus）预测，如果朝鲜被摧毁，将有数百万难民涌入中朝边境。2017年12月11日，《纽约时报》报道吉林省长白县正在准备5个难民营，为将来逃离朝鲜的难民做准备。

### 违反制裁
2017年12月下旬，据报道挂有中国和俄罗斯国旗的油轮在过去一年中被发现向朝鲜轮船转运海上石油和石油产品，违反了美国和联合国的制裁。特朗普在Twitter发帖抨击中国藐视制裁继续支持朝鲜。10月，其中一艘名为“灯塔温莫尔”号的轮船在香港注册，有23名中国船员，据报在黄海向一艘韩国船只非法运送600吨石油，被韩国警方扣查。
第13722号行政令阻止了有利于朝鲜政府或劳动党的劳工出口。2018年1月1日，《纽约时报》报道，目前有多达朝鲜14.7万名工人在境外工作，平壤的工会联盟党会抽取工人工资的30％到80％。报道提到的具体业务包括波兰的一家造船厂、一家集装箱制造商和温室。

### 朝韩热线
2018年1月3日，经过两年的停顿，朝鲜重新对韩国开放热线电台。

### 温哥华外长会议
2018年1月16日，加拿大和美国共同为此次危机举办了温哥华关于朝鲜半岛安全与稳定外长会议。受邀方包括：“韩国、日本、印度、英国、法国等1950-1953年朝鲜战争参战国家”。加拿大外交部长方慧蘭和美国国务卿蒂勒森发表摘要，强调说服朝鲜实现无核化与需要制裁为外交解决创造条件的急迫性。

### 平昌冬奥会期间

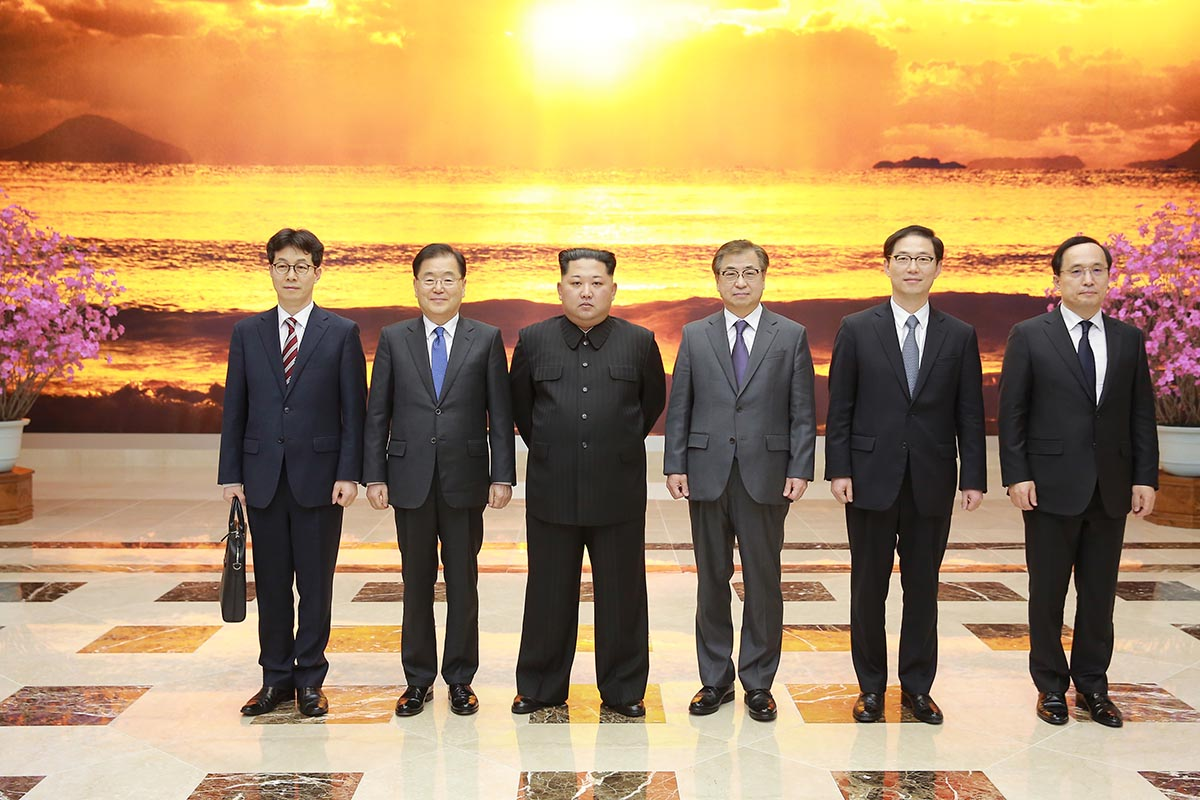
金正恩在朝鲜劳动党大楼会见韩国特使，摄于2018年3月6日。

危机引起对2018年平昌冬奥会安全问题的担忧。普遍认为，如果朝鲜参加运动会，升温的风险会减弱。之后金正恩在他的2018年新年致辞中释出可能派运动员参加奥运会的信号时，这一说法得到验证，他表示：“朝鲜参与奥运会是展示国家荣耀的大好机会，我们预祝运动会取得圆满成功。两国官员将紧急会面商讨可能性。”之后，韩国公告称同意参与自2015年12月以来和朝鲜领导人的首次高层会话。会话定于2018年1月9日举行，当时朝鲜也在准备和国际奥委会讨论。准备南北对话时，两国恢复中断两年的板门店热线，通过传真交换相关文件。朝鲜国际奥委会委员張雄说，朝鲜花样滑冰选手再度参赛似乎可行。朝鲜可能参赛激起特朗普治下的美国政府商讨抵制奥运会是否可行。2018年1月9日的会谈结束后，朝鲜宣布将派遣代表团参赛。
不过，朝鲜专家李颂英表示朝鲜对奥运会的政策无非是想彰显国家地位：“不需要很聪明就可以知道朝鲜的如意算盘：制造类似战争的危机氛围后，（金正恩）退后一步，没有打仗，大家可以集体松一口气。这对朝鲜的形象来说是个奇迹。”
2018年1月30日，特朗普发布任内首份国情咨文演讲，表示在朝鲜身上花了很多时间，引发人民担心美国正认真考虑发动打击，不再是剑拔弩张，特别是召回驻韩大使维克多·蔡博士。他的演讲类似于乔治·W·布什2002年的邪恶轴心国情咨文演讲。
2月中旬，奥运会还在进行，特朗普政府否认考虑对朝鲜核计划进行所谓的“先发制人”的“血腥鼻子”袭击。美国东亚暨太平洋事务助理国务卿苏珊·桑顿证实政府政策透过经济制裁保持着“最大压力”，以便朝鲜考虑谈判消除核武器。然而，桑顿重申，军事选择仍然“在桌面上”，平壤将被迫“以某种方式放弃”核武器。

### 夏威夷误报导弹
2018年1月13日，美国夏威夷州居民和游客因一条弹道导弹即将到来的紧急警报陷入短暂的恐慌。约40分钟后，另一条声称先前的警报是误报的信息发出。事件正在调查中。
三天后，日本广播机构日本放送协会也意外误报朝鲜导弹发射，但错误几分钟内被更正。

### 高层对话

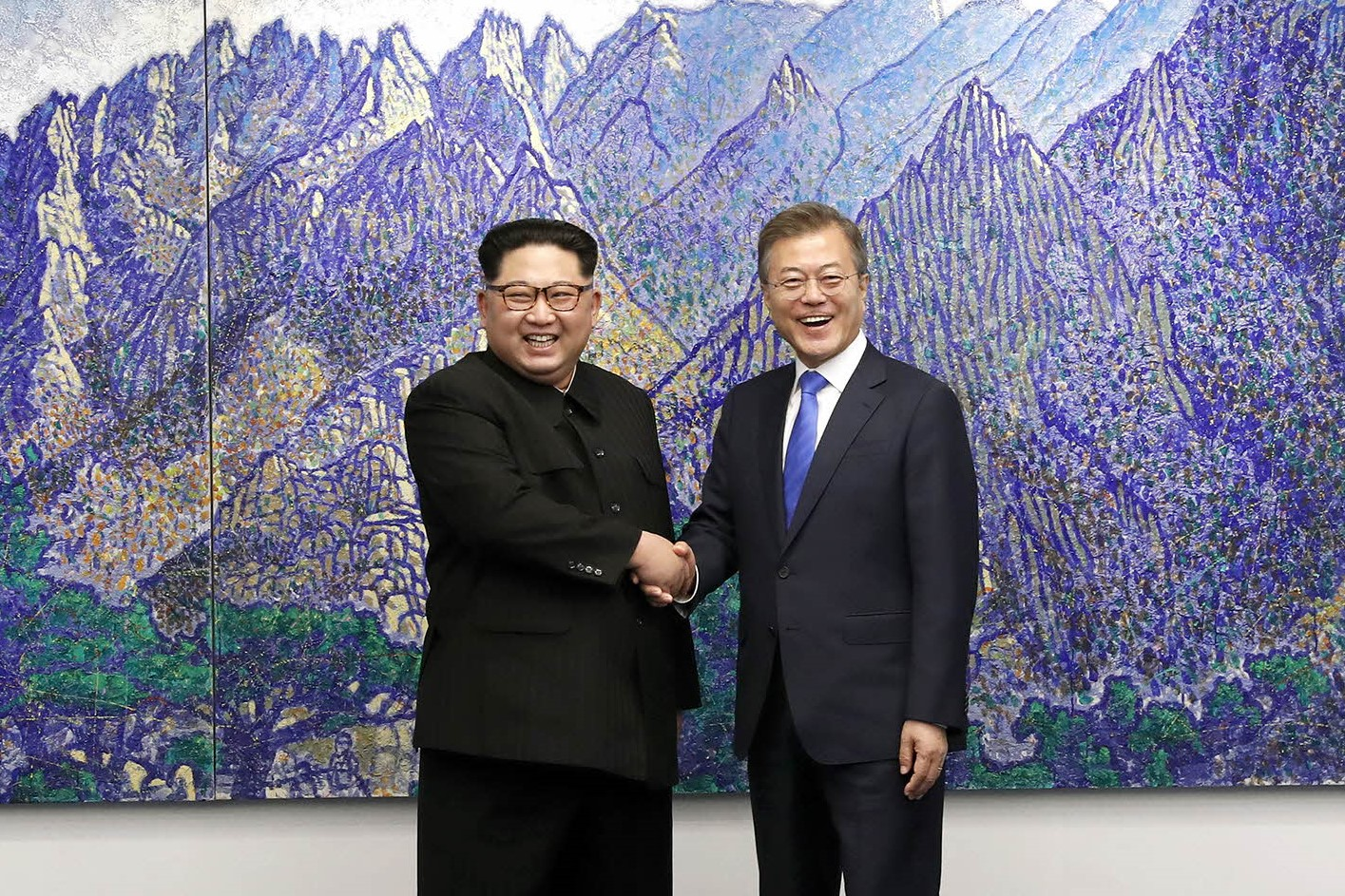
金正恩和文在寅于2018年4月朝韩首脑会晤期间合影。

3月8日，特朗普意外宣布将和朝鲜领导人金正恩会面，会议可能在5月份举行。新闻秘书莎拉·桑德斯表示“期间所有制裁措施和最大的压力必须维持”。朝鲜接受韩国举办高层对话的提议，会议计划于4月27日在板门店韩方一侧朝韩和平之家及统一阁举行。
4月27日，两韩领导人在共同警备区会面，金正恩成为第一位跨越军事分界线踏上韩国领土的朝鲜领导人。双方共同签署《板门店宣言》，宣布停止一切对立行为，并在年底前签署和平条约。文在寅同意于秋季访问平壤。
5月16日，因美韩联合军演，朝鲜宣布停止半岛高级别会谈。
5月24日，特朗普向金正恩發表公開信，認為金正恩近期表現出憤怒及敵意，宣布取消美朝首腦峰會，但之后又宣称会谈如期举行。两国领导人在新加坡签署了共同声明。
9月18日到20日，文在寅到访平壤，展开为期三日的首脑会谈，韩国领导人时隔11年三度踏上朝鲜土地。期间，双方共同签署《平壤共同宣言》和《旨在履行历史性的板门店宣言的军事领域协议书》，同意结束军事敌对关系、扩大经济和文化合作、实现朝鲜半岛无核化以及禁止于国界一带进行军事训练。
然而，由於無法忍受无核化進程緩慢，華府計劃於次年春季重啟已經中止的美韓大規模聯合軍事演習，藉此加大對北韓的軍事壓力。據日本政府透露的消息，美方可能重啟的演習有兩個，一是指揮所內演習「關鍵決斷」，另一個是野外機動訓練「鷂鷹」。「關鍵決斷」往年在2、3月前後舉行，目的是確認在朝鮮半島發生突發情況，美軍的增援態勢。「鷂鷹」則於3至4月前後實施的三軍聯合演習，迄今最大規模約30萬兵力參加。南韓國防部則表示，關於美韓聯合軍演是否重啟，有望在12月1日做出最後定奪。

### 核计划继续
2018年8月，联合国安理会发现朝鲜并未停止核计划，违反制裁。那个星期早些时候，美国表示朝鲜继续制造核武器。美國智庫战略与国际研究中心發佈報告，亦證實北韓至少有13處秘密導彈基地存放著不同射程的導彈，射程最遠處可直達美國本土。2018年12月，美国宣布制裁崔龙海在内的三名朝鲜政府官员。

## 扩展阅读
- Mecklin, John. . Reuters. 2017-09-11  [2017-09-26]. （原始内容存档于2017-09-26）.